# Floscopa yunnanensis
Floscopa yunnanensis är en himmelsblomsväxtart som beskrevs av Hong De-Yuan. Floscopa yunnanensis ingår i släktet Floscopa och familjen himmelsblomsväxter. Inga underarter finns listade.